# Fay Baker
Pour les articles homonymes, voir Baker.
Fay Schwager (née le 31 janvier 1917 à New York, morte le 8 décembre 1987 à Sleepy Hollow, dans l'État de New York) est une actrice américaine, connue comme Fay Baker (du nom de naissance de sa mère).

## Biographie
Fay Baker entame sa carrière d'actrice au théâtre et joue à Broadway (New York) dans six pièces. La première en 1938 est La Mort de Danton de Georg Büchner, avec notamment Joseph Cotten, Arlene Francis, Martin Gabel et Orson Welles. La dernière est représentée en 1946-1947.
Au cinéma, son premier film est Les Enchaînés d'Alfred Hitchcock (1946, avec Ingrid Bergman et Cary Grant). Suivent vingt-cinq autres films américains, dont La Maison sur la colline de Robert Wise (1951, avec Richard Basehart et Valentina Cortese), Bas les masques de Richard Brooks (1952, avec Humphrey Bogart et Ethel Barrymore) et Sorority Girl de Roger Corman (1957, avec Susan Cabot et Dick Miller). Son dernier film sort en 1965.
Pour la télévision, Fay Baker contribue à un téléfilm (1960) et trente-six séries (1949-1963), dont Perry Mason (deux épisodes, 1958) et Adèle (un épisode, 1962).
Elle meurt en 1987, à 70 ans, d'un cancer du sein.

## Théâtre à Broadway (intégrale)
- 1938 : La Mort de Danton (Danton's Death) de Georg Büchner, adaptation de Geoffrey Dunlop, production de John Houseman et Orson Welles, mise en scène de ce dernier : voix dans la rue
- 1940 : Journey to Jerusalem de Maxwell Anderson, mise en scène d'Elmer Rice : la femme grecque
- 1942 : The Sun Field de Milton Lazarus : Mildred Deagon
- 1943-1944 : Another Love Story de Frederick Lonsdale : Celia Hale
- 1944 : Violet de Whitfield Cook : Crystal
- 1946-1947 : Wonderful Journey d'Harry Segall : Julia Farnsworth

## Filmographie partielle

### Cinéma

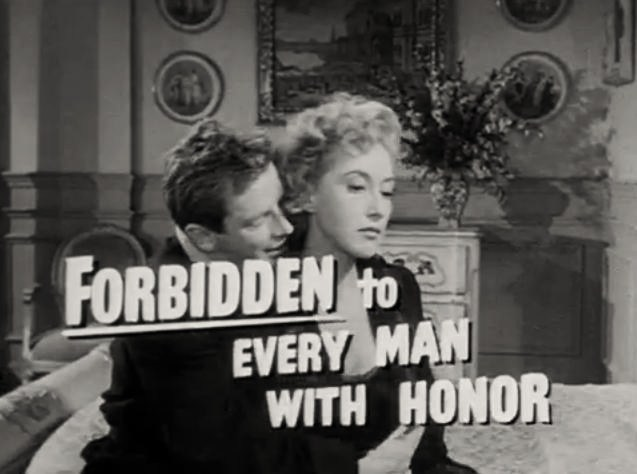
Avec Richard Basehart, dans La Maison sur la colline (1951, bande-annonce)

- 1946 : Les Enchaînés (Notorious) d'Alfred Hitchcock : Ethel
- 1948 : La Vérité nue (No Minor Vices) de Lewis Milestone : Mme Felton
- 1948 : Ma femme et ses enfants (Family Honeymoon) de Claude Binyon : Fran Wilson
- 1949 : Pas de pitié pour les maris (en)  (Tell It to the Judge) de Norman Foster : Valerie Hobson
- 1949 : Black Midnight d'Oscar Boetticher : Martha Baxter
- 1950 : Le Père de la mariée (Father of the Bride) de Vincente Minnelli : Mlle Bellamy
- 1950 : Pilote du diable (Chain Lightning) de Stuart Heisler : Mme Willis
- 1951 : La Maison sur la colline (The House on Telegraph Hill) de Robert Wise : Margaret
- 1951 : La Voleuse d'amour (The Company She Keeps) de John Cromwell : Tilly
- 1952 : La Star (The Star) de Stuart Heisler : Faith
- 1952 : Bas les masques (Deadline U.S.A.) de Richard Brooks : Alice Garrison Courtney
- 1953 : Les Envahisseurs de la planète rouge (Invaders from Mars) de William Cameron Menzies : Mme Wilson
- 1954 : Phffft! de Mark Robson : l'infirmière Serena
- 1957 : Sorority Girl de Roger Corman : Mme Tanner
- 1957 : She Devil de Kurt Neumann : Evelyn Kendall

### Télévision
(séries, sauf mention contraire)
- 1958 : Mike Hammer (Mickey Spillane's Mike Hammer), première série
  - Saison 1, épisode 7 Letter Edged in Blackmail de Boris Sagal : Margaret Green
- 1958 : Perry Mason, première série
  - Saison 1, épisode 16 The Case of the Demure Defendant de László Benedek : Marian Newburn
  - Saison 2, épisode 11 The Case of the Perjured Parrot de William D. Russell : Stephanie Sabin
- 1960 : Maggie, téléfilm de Rodney Amateau : Annie Bradley
- 1961 : 77 Sunset Strip
  - Saison 3, épisode 23 Strange Bedfellows : Caroline Kinares
- 1962 : Adèle (Hazel)
  - Saison 1, épisode 24 Number, Please? de William D. Russell : Madeleine Van Dyke
- 1963 : Le Jeune Docteur Kildare (Dr. Kildare)
  - Saison 2, épisode 24 A Very Infectious Disease : Mme Tucker